# Viscount Chilston

Wappen der Viscounts Chilston

Viscount Chilston, of Boughton Malherbe in the County of Kent, ist ein erblicher britischer Adelstitel in der Peerage of the United Kingdom.
Familiensitz der Viscounts ist das Old Rectory in Twyford bei Winchester in Hampshire.

## Verleihung und Geschichte des Titels
Der Titel wurde am 6. Juli 1911 für den konservativen Unterhausabgeordneten und ehemaligen Innenminister Aretas Akers-Douglas geschaffen. Zusammen mit der Viscountwürde wurde ihm der nachgeordnete Titel Baron Douglas of Baads, in the County of Midlothian, verliehen.
Heutiger Titelinhaber ist dessen Urenkel Alastair Akers-Douglas als 4. Viscount.

## Liste der Viscounts Chilston (1911)
- Aretas Akers-Douglas, 1. Viscount Chilston (1851–1926)
- Aretas Akers-Douglas, 2. Viscount Chilston (1876–1947)
- Eric Akers-Douglas, 3. Viscount Chilston (1910–1982)
- Alastair Akers-Douglas, 4. Viscount Chilston (* 1946)

Titelerbe (Heir apparent) ist der älteste Sohn des aktuellen Titelinhabers, Hon. Oliver Akers-Douglas (* 1973).